# Стефан Великов
Стефан Николов Великов е български историк и публицист.

## Биография
Роден е на 1 януари 1924 г. в Търговище в семейството на дребен търговец. Завършва гимназия в родния си град. След това е учител в село Драгановец, област Търговище. През 1948 г. се записва в Софийския университет, където учи славянска филология, след това история. Завършва през 1956 г., а се дипломира през 1964 г. Занимава се с публицистика, насочва се към научноизследователска работа в областта на историята и литературата. Особено плодотворни са изследванията му в областта на българо-турските отношения след Младотурската революция от 1908 г.
Автор и съставител на повече от 15 книги и над 650 студии, статии, публикации на документи и др. Участва с доклади и научни съобщения в множество научни конгреси, конференции, симпозиуми в София, Анкара, Истанбул, Атина, Москва и др.
Умира през 1998 г. Личният му архив се съхранява във фонд 1100 в Държавен архив – Търговище. Той се състои от 370 архивни единици от периода 1875 – 1997 г.